# Värde (ekonomi)
Värde är ett centralt begrepp inom ekonomi. En teori som ger en principiell metod för att bestämma värde kallas värdelära. Sådana värdeteorier har framförallt utvecklats inom nationalekonomin, men har även viktiga tillämpningar inom företagsekonomin.

## Teoretisk grund
Egenvärdesteorin framhåller att en vara eller tjänst har ett inneboende värde. De flesta sådana teorier utgår från att en varas tillverkningsprocess är ett mått på dess egenvärde. Den subjektiva värdeteorin hävdar istället att varor och tjänster inte har något egenvärde; de får istället ett värde genom att individer efterfrågar dem. Eftersom individer har olika smak, existerar enligt denna uppfattning inget korrekt eller objektivt värde som kan härledas oberoende av individers värderingar.
Inom nutida nationalekonomi är den mest spridda uppfattningen att värde beror av subjektiv nytta på marginalen; med andra ord avgörs en varas pris av den sist konsumerade enhetens värde för den individ som köpte den, kundvärdet. Detta kallas marginalnytteteori. Många av de första moderna nationalekonomerna, liksom traditionell marxism, utgår från att värdet bestäms av det arbete som är nedlagt på en vara. Detta kallas arbetsvärdeteori.
En distinktion som traditionellt har gjorts är mellan bruksvärde och bytesvärde. En varas bruksvärde är det värde som den har i egenskap av att vara användbar; dess bytesvärde är det värde som den har i egenskap av att kunna bytas (säljas) mot andra varor eller pengar.

## Historia
Före 1776 trodde man att värdet på en vara avgjordes av dess användbarhet och knapphet. Med Adam Smith ställdes detta på ända och istället uppkom den objektiva kostnadsteorin med hans bok Nationernas välstånd (1776). I den hävdade han att varje objekt hade två värden: bruksvärdet och bytesvärdet. Léon Walras uttalade 1874, att varje objekt har massor med skilda värden; varje människa på vår planet har sin egen värdering av objektet.